# Blodelsheim
Blodelsheim ist eine französische Gemeinde mit 1959 Einwohnern (Stand 1. Januar 2022) im Département Haut-Rhin in der Region Grand Est (bis 2015 Elsass). Sie gehört zum Arrondissement Colmar-Ribeauvillé, zum Kanton Ensisheim und zum Gemeindeverband Communauté de communes Alsace Rhin Brisach. Die Bewohner werden Blodelsheimois und Blodelsheimoises genannt.
Die Gemeinde erhielt 2022 die Auszeichnung „Eine Blume“, die vom Conseil national des villes et villages fleuris (CNVVF) im Rahmen des jährlichen Wettbewerbs der blumengeschmückten Städte und Dörfer verliehen wird.

## Geografie
Die Gemeinde liegt in der Rheinebene zwischen Fessenheim und Rumersheim-le-Haut. Im Osten führt der Rheinseitenkanal durch das Gemeindegebiet, während im Altrhein die Grenze zwischen Deutschland und Frankreich verläuft.
Bis 1920 besaß Blodelsheim auch eine rechtsrheinische Gemarkung, da die Gemarkungsgrenzen noch nicht dem durch Johann Gottfried Tulla begradigten Rhein angepasst waren.

## Geschichte
Der Ort wurde das erste Mal im 9. Jahrhundert urkundlich erwähnt unter dem Namen Flatolvesheim, 1064 als Bladolvesheim, 1272 als Bladoltzheim, 1441 als Blodoltzheim und seit 1580 unter dem heutigen Namen.
Von 1871 bis zum Ende des Ersten Weltkrieges gehörte Blodelsheim als Teil des Reichslandes Elsaß-Lothringen zum Deutschen Reich und war dem Kreis Gebweiler im Bezirk Oberelsaß zugeordnet.

### Bevölkerungsentwicklung
| Jahr      | 1910 | 1962 | 1968 | 1975 | 1982 | 1990 | 1999 | 2006 | 2019 |
| Einwohner | 908  | 942  | 980  | 1125 | 1198 | 1318 | 1410 | 1618 | 1999 |

## Zweckverband
Blodelsheim ist Mitglied im Grenzüberschreitenden örtlichen Zweckverband Mittelhardt-Oberrhein, der auf Basis des Karlsruher Übereinkommens die grenzüberschreitende kommunale Zusammenarbeit von Gemeinden im Elsass und Baden fördert.

## Wappen
Wappenbeschreibung: „In Rot zwei silberne brennende Kerzen über einen silbernen Wellenbalken.“

## Sehenswürdigkeiten

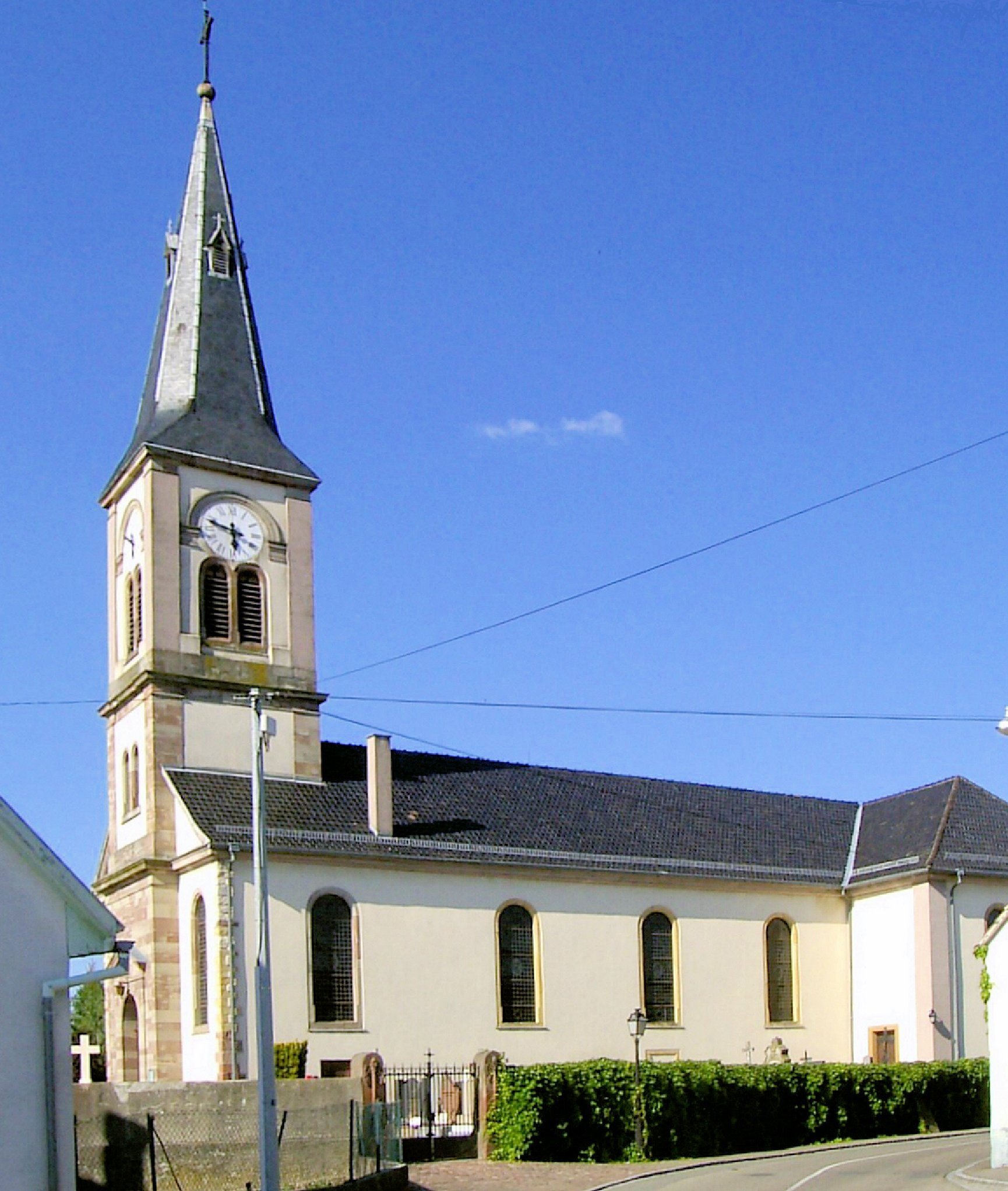
Kirche St. Blasius

Die Kirche Saint-Blaise (St. Blasius) aus dem Jahr 1731 ist seit 1779 mit einer heute denkmalgeschützten einmanualigen Orgel mit 10 Registern von Johann Andreas Silbermann ausgestattet. Im Ort gibt es zahlreiche sehenswerte Fachwerkhäuser, unter anderem das alte Hospital.